# Huang Jinrong

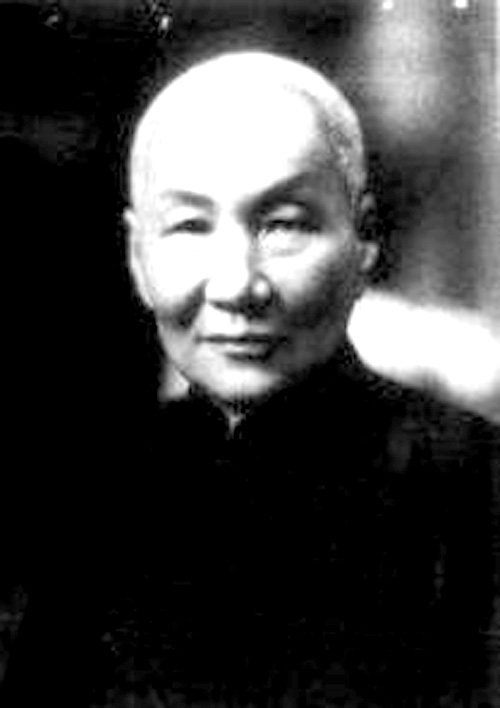
, son partenaire au sein de la Bande Verte, avec Du Yuesheng.

Huang Jinrong (黄金荣, 14 décembre 1868 - 10 mai 1953), surnommé le « Grêlé » en raison d'un mauvais cas de variole, est une personnalité de la concession française de Shanghai. De 1892 à 1924, alors qu'il y est policier, il est en même temps dans l'ombre l'un des trois chefs de la pègre de la ville, appelée Bande Verte, aux côtés de Du Yuesheng et Zhang Xiaolin (zh). Malgré l'effondrement progressif de la triade, il reste toutefois à Shanghai jusqu'à la fin de sa vie de maladie en 1953 peu de temps après l'instauration du régime communiste sur la Chine.

## Biographie

### Jeunesse
Né à Suzhou sous la dynastie Qing, Huang est emmené vivre à l'âge de 5 ans dans la ville voisine de Shanghai où son père ouvre une maison de thé. Il est apprenti dans un magasin d'encadrement près du temple du dieu de la ville. Il travaille ensuite dans la maison de thé de son père, où il développe des relations avec des clients membre du monde criminel. En raison des contacts de son père dans la gendarmerie, Huang réussit facilement le test d'entrée de la police de la concession française à l'âge de 24 ans en 1892.

### Carrière
En tant que policier, il s'impose rapidement comme l'un de ses principaux membres chinois en résolvant de nombreux cas grâce à ses contacts noués dans la maison de thé de son père. Après une dispute avec son supérieur français, il se retire brièvement à Suzhou avant d'être rappelé par la police française en raison de ses performances. Son influence dans le monde criminel de la ville s'accroît et il organise le trafic de drogue, les tripots et accorde des « faveurs » aux criminels. Chaque jour, il préside un tribunal pour déterminer si un criminel doit être remis à la police ou non. Il épouse Lin Guisheng en 1900, qui gère en partie ses affaires d'opium, et rencontre Du Yuesheng qu'il nomme à la tête de certaines de ses fumeries d'opium. La criminalité dans la concession française augmente car Huang occupe une position si importante dans les forces de police que les activités de la Bande Verte peuvent jouir d'une certaine liberté.
Huang est renvoyé de la police en 1924 après avoir publiquement battu le fils du seigneur de la guerre de Shanghai Lu Yongxiang. Il est arrêté par la garnison de Shanghai et n'est relâché qu'après que Du Yuesheng et Zhang Xiaolin (zh) aient négocié et payé pour sa libération. Il reste l'un des chefs de la Bande Verte, qu'il rejoint officiellement en 1927.

### Fin de vie
Huang Jinrong reste à Shanghai toute sa vie, contrôlant la Bande Verte. Avec Du Yuesheng, il collabore avec Tchang Kaï-chek pour réprimer le mouvement communiste à Shanghai du 12 au 15 avril 1927, lors d'un évènement aujourd'hui connu sous le nom de « massacre de Shanghai » qui se soldera par plusieurs milliers de morts sans bilan officiel.
Huang meurt de maladie à l'âge de 84 ans en 1953, peu de temps après la proclamation de la République populaire de Chine.

## Dans la culture populaire
Dans la série TV Lord of Shanghai (en) de 2015, le personnage de Chak Kam-tong, interprété par Kent Tong, est inspiré de Huang Jinrong.